# Lee Priest
Lee Priest, właściwie Lee Andrew Priest McCutcheon, pseud. The Blond Myth (ur. 6 lipca 1972 w Newcastle) – australijski kulturysta, członek federacji IFBB (International Federation of BodyBuilders).

## Życiorys
Wspólnie ze starszą o dwa lata siostrą wychowywał się w Wallsend, przedmieściach Newcastle w Australii. Jego matka zajmowała się kulturystyką, która z czasem zaczęła go interesować. Treningi siłowe rozpoczął już jako trzynastoletni chłopiec.
W branży debiutował pod koniec lat osiemdziesiątych. Już udział Priesta w pierwszych zawodach, Mistrzostwach Australii w Kulturystyce Amatorskiej, okazał się wielkim sukcesem − młody sportowiec wygrał te zmagania. Na przestrzeni kolejnych lat wystąpił w wielu innych konkurencjach, a z czasem przeszedł na zawodowstwo.
Od początku swojej działalności kulturystycznej należał do federacji IFBB. We wrześniu 2006 r. IFBB zawiesiło aktywność zawodową Priesta ze względu na udział w zawodach konkurencyjnej organizacji (PDI). Szeregi IFBB Priest zasilił ponownie dopiero czerwcem 2008 r.

### Warunki fizyczne
Jest jednym z najniższych profesjonalnych kulturystów, mierzy bowiem 163 cm.
Gdy nie uczestniczy w zmaganiach kulturystycznych, waży od 122 do 129 kg, w sezonie zawodów jego waga balansuje na pograniczu 100-105 kg.

## Filmy treningowe Lee Priesta
- The Blonde Myth (1998)
- Another Blonde Myth (2001)
- It's Not Revenge (2006)
- Training Camp and Career Highlights (????)